# گایرووسکیه
گایرووسکیه (به لهستانی:  Gajrowskie) یک روستا در لهستان است که در گمینا ودمینه واقع شده‌است.